# Constantí Miranda Justo de la Concepción
Constantí Miranda Justo de la Concepción (Sant Boi de Llobregat, 11 d'abril de 1925 – Sant Boi de Llobregat, 22 d'abril de 1999) fou un atleta especialitzat en proves de fons i directiu català.

## Trajectòria
Pel que fa a clubs, va pertànyer a la secció d'atletisme del RCD Espanyol. Fou 11 cops campió de Catalunya, en les proves de 3.000 m obstacles, 5.000 m, 10.000 m i cros. També fou 10 cops campió d'Espanya, en les mateixes proves. A nivell internacional participà dues vegades al Cros de les Nacions els anys 1949 i 1951, i als Jocs Olímpics de Londres de 1948. Fou posseïdor dels rècords d'Espanya i de Catalunya de 10.000 m i 3.000 m obstacles (1946).
Un cop retirat, fou responsable de l'estadi Joan Serrahima, membre de la junta directiva de la federació catalana i entrenador del Centre Gimnàstic Barcelonès. També va ser preparador físic del primer equip del Club Joventut Badalona entre els anys 1974 i 1979. L'estadi d'atletisme de Sant Boi duu el seu nom.

## Palmarès
Campió de Catalunya
- 3.000 m obstacles: 1944, 1945, 1947, 1948, 1950
- 5.000 m: 1947
- 10.000 m: 1945, 1948
- Campionat de Catalunya de cros: 1945, 1946, 1947

Campió Espanya
- 3.000 m obstacles: 1945, 1946, 1948
- 5.000 m: 1946, 1947
- 10.000 m: 1945
- Cros: 1946, 1947, 1949, 1951